# Čeláre
Čeláre é um município da Eslováquia, situado no distrito de Veľký Krtíš, na região de Banská Bystrica. Tem 12,52 km² de área e sua população em 2018 foi estimada em 443 habitantes.

## Demografia
| Ano:        | 1994 | 2004   | 2014   | 2024   |
| ----------- | ---- | ------ | ------ | ------ |
| Broj ljudi: | 530  | 515    | 475    | 512    |
| Razlika:    |      | -2,83% | -7,76% | +7,78% |

| Ano:               | 2023 | 2024   |
| ------------------ | ---- | ------ |
| Número de pessoas: | 501  | 512    |
| Diferença:         |      | +2,19% |